# Franca di Rienzo
Franca di Rienzo é uma cantora francesa de origem italiana.

## Biografia
Franca di Rienzo representou a Suíça no Festival Eurovisão da Canção 1961 com a canção  Nous aurons demain ("Nós teremos amanhã")e classificou-se em terceiro lugar.
Em 1963, participou no festival internacional de Sopot na  Polónia, com várias canções, entre as quais uma de Christian Chevallier. Mais tarde tornou-se cantora do grupo de folk francês Les Troubadours, tendo gravado disco de contas e dois álbuns pde canções infantis, sempre com músicas de  Christian Chevallier.
Ela fez o papel de  Maria Antonieta  na ópera rock français "La Révolution française" em  1973.